# Kéda Black
Pour les articles homonymes, voir Black.
Kéda Black (née en 1976) est une autrice française de livres de cuisine .

## Biographie
Fille d'un Écossais et d'une Française,, Kéda Black naît le 23 mai 1976, à Mwami, en Zambie,

### Formation
Elle obtient le baccalauréat C avant d'intégrer une classe préparatoire. Reçue en 1995 à l'École nationale des chartes, elle y obtient le diplôme d'archiviste paléographe grâce à une thèse sur la presse féminine des années 30 en 1999.
Elle obtient en 2001 le titre de conservateur des bibliothèques à l'École nationale supérieure des sciences de l'information et des bibliothèques (ENSSIB) puis, en 2002, un diplôme d'études approfondies en histoire contemporaine à l'université de Rouen.

### Parcours
En juillet 2001, elle est nommée conservatrice au département de la littérature et de l'art de la Bibliothèque nationale de France ,.
Elle s'implique, à partir de 2003, dans le monde de la cuisine, : elle est remarquée, à cette date, par l'équipe du guide Le Fooding lefooding.com dans le cadre d'un concours organisé par le restaurant L'Alcazar,. Après 2005 et son inaugural Cheesecake, elle écrit plusieurs ouvrages de recettes — dont La Boîte à gâteaux (2007), vendu à 50 000 exemplaires, ou Les Basiques (même année), —. Bien qu'elle se fasse discrète et refuse l'exposition médiatique, elle connaît rapidement le succès ; ainsi, Alexandre Cammas voit en elle « l'antistar, la girl next door des fourneaux ». En 2015, elle publie l'ouvrage Cuissons aux éditions Kéribus.
Elle cuisine, écrit des livres, conseille des restaurants et des groupes commerciaux, collabore à Grazia, Lui et 180°. 

## Œuvres

### Livres
- Cheesecake (photogr. Akiko Ida), Paris, Marabout, coll. « Les Petits Plats », 2005 (réimpr. 2011 et 2012), 62 p. (ISBN 2-501-04375-8, BNF 39941173)
- Pot-au-feu et compagnie (photogr. Akiko Ida), Paris, Marabout, coll. « Les Petits Plats », 2005, 62 p. (ISBN 2-501-04647-1, BNF 40064900)
- Avec Catherine Quévremont (ill. José Reis de Matos), La Boîte à légumes, Paris, Marabout, 2006, 23 × 30 (ISBN 2-501-05012-6, BNF 40951944)
- Madame Charlotte (photogr. Charlotte Lascève), Paris, Marabout, coll. « Les Petits Plats », 2006, 62 p. (ISBN 2-501-04890-3, BNF 40225047)
- Les Basiques : quatre-vingt recettes illustrées pas à pas (photogr. Frédéric Lucano), Paris, Marabout, coll. « Mon cours de cuisine », 2007 (réimpr. 2014 et 2016), env. 250 (ISBN 978-2-501-05425-6, BNF 41071320)Non paginé.
- La Boîte à gâteaux : menthe, fruits rouges, chocolat, vanille, Paris, Marabout, 2007, 45 × 16 (ISBN 978-2-501-05471-3, BNF 41196491)
- Les Basiques Sauces (photogr. Frédéric Lucano), Paris, Marabout, coll. « Mon cours de cuisine », 2010, env. 220 (ISBN 978-2-501-06412-5, BNF 42157735)
- Vieux légumes : le grand retour (ill. Sonia Lucano, photogr. Akiko Ida), Paris, Marabout, 2010, 191 p. (ISBN 978-2-501-06774-4, BNF 42268034)
- Boulettes, keftas et compagnie (photogr. Nathalie Carnet), Paris, Marabout, coll. « Les Petits Plats », 2011, 70 p. (ISBN 978-2-501-07314-1, BNF 42436872)
- Ce soir au menu, c'est pot-au-feu (photogr. Akiko Ida), Paris, Marabout, coll. « Les Tout Petits », 2011, 62 p. (ISBN 978-2-501-06985-4, BNF 42342493)
- Les Basiques du boulanger (photogr. Frédéric Lucano), Paris, Marabout, coll. « Mon cours de cuisine », 2012 (réimpr. 2014 et 2016), env. 270 (ISBN 978-2-501-07721-7, BNF 42795083)
- Les Basiques du chef (ill. Sonia Lucano, photogr. Frédéric Lucano), Paris, Marabout, coll. « Mon cours de cuisine », 2012, env. 240 (ISBN 978-2-501-06964-9, BNF 42666052)
- Coca-cola : le petit livre (photogr. Frédéric Lucano), Paris, Marabout, coll. « Les Tout-Petits », 2012, 60 p. (ISBN 978-2-501-07917-4, BNF 42750890)
- Nutella : le grand livre de recettes (photogr. Frédéric Lucano), Paris, Marabout, 2012, 191 p. (ISBN 978-2-501-08142-9, BNF 43511261)
- Spécial étudiants : quatre-vingt fiches recettes (ill. Alice Chadwick), Paris, Marabout, 2012, 80 p. (ISBN 978-2-501-07394-3, BNF 42748749)
- Topinambour, betterave, panais pâtisson : les meilleures recettes du primeur (ill. Sonia Lucano et José Reis de Matos, photogr. Akiko Ida), Paris, Marabout, coll. « Les Petits Plats », 2012, 70 p. (ISBN 978-2-501-08060-6, BNF 42750176)
- Un croissant à Paris : chaussons, brioches, viennoises, roulés, grillés (ill. Jane Teasdale, photogr. Frédéric Lucano), Paris, Marabout, coll. « Les Petits Plats », 2012, 70 p. (ISBN 978-2-501-07929-7, BNF 4275018)
- Avec le Beef club (photogr. Marie-Pierre Morel), The Beef Club : le livre de l'amateur de viande, Paris, Marabout, 2013, 255 p. (ISBN 978-2-501-08739-1, BNF 43714449)
- Cuisiner à la bière : cent-soixante recettes (photogr. Frédéric Lucano), Paris, Marabout, 2013, 191 p. (ISBN 978-2-501-08725-4, BNF 43680823)
- Une pomme par jour (photogr. Marie-Pierre Morel), Paris, Marabout, 2014 (réimpr. 2015), 191 p. (ISBN 978-2-501-09411-5, BNF 44219133)
- Cuisson(s) (photogr. Thomas Straub), Paris, Keribus, 2015, 445 p. (ISBN 979-10-91713-06-1, BNF 44502403)
- Changer d'assiette : pour moi, ma famille... pour demain (ill. Junko Nakamura, photogr. Rebecca Genet), Vanves-Paris, Hachette Livre-Marabout, 2016, 320 p. (ISBN 978-2-501-10499-9, BNF 45059184)